# Chira Nakhon Stadium
Das Chira Nakhon Stadium (Thai สนามกีฬาจิระนคร) ist ein Mehrzweckstadion in Hat Yai in der südlichen Provinz Songkhla, Thailand. Es wird derzeit hauptsächlich für Fußballspiele genutzt und ist das Heimstadion vom Amateurligisten Hatyai City Football Club. Das Stadion hat eine Kapazität von 25.000 Personen. Eigentümer und Betreiber des Stadions ist das Hat Yai Municipality Office.

## Nutzer des Stadions
| Verein         | Zeitraum der Nutzung |
| -------------- | -------------------- |
| Songkhla FC    | 2008 bis 2010        |
| Hatyai FC      | 2010 bis 2016        |
| Hatyai City FC | 2018 bis heute       |